# وانچوکلینگ (بوتان)
وانچوکلینگ (به لاتین: Wangchukling) یک منطقهٔ مسکونی در بوتان (کشور) است که در استان بومتهنگ واقع شده‌است.